# Vladimiro Schettina
Vladimiro Schettina Chepini (født 8. oktober 1955 i Asunción, Paraguay) er en paraguayansk tidligere fodboldspiller (forsvarer).

## Karriere
Schettina spillede 26 kampe og scorede to mål for Paraguays landshold. Han debuterede for holdet i maj 1979 i en venskabskamp mod Brasilien. Han repræsenterede sit land ved VM 1986 i Mexico, og spillede tre af paraguayanernes fire kampe i turneringen, hvor holdet blev slået ud i 1/8-finalen.
På klubplan spillede Schettina hele sin karriere hos Guaraní i fødebyen Asuncion. Han vandt det paraguayanske mesterskab med klubben i 1984.

## Titler
Primera División de Paraguay
- 1984 med Guaraní